# Bâlc
Bâlc – wieś w Rumunii, w okręgu Bihor, w gminie Criștioru de Jos. W 2011 roku liczyła 10 mieszkańców.